# Evangelische Kirche (Kaldenkirchen)

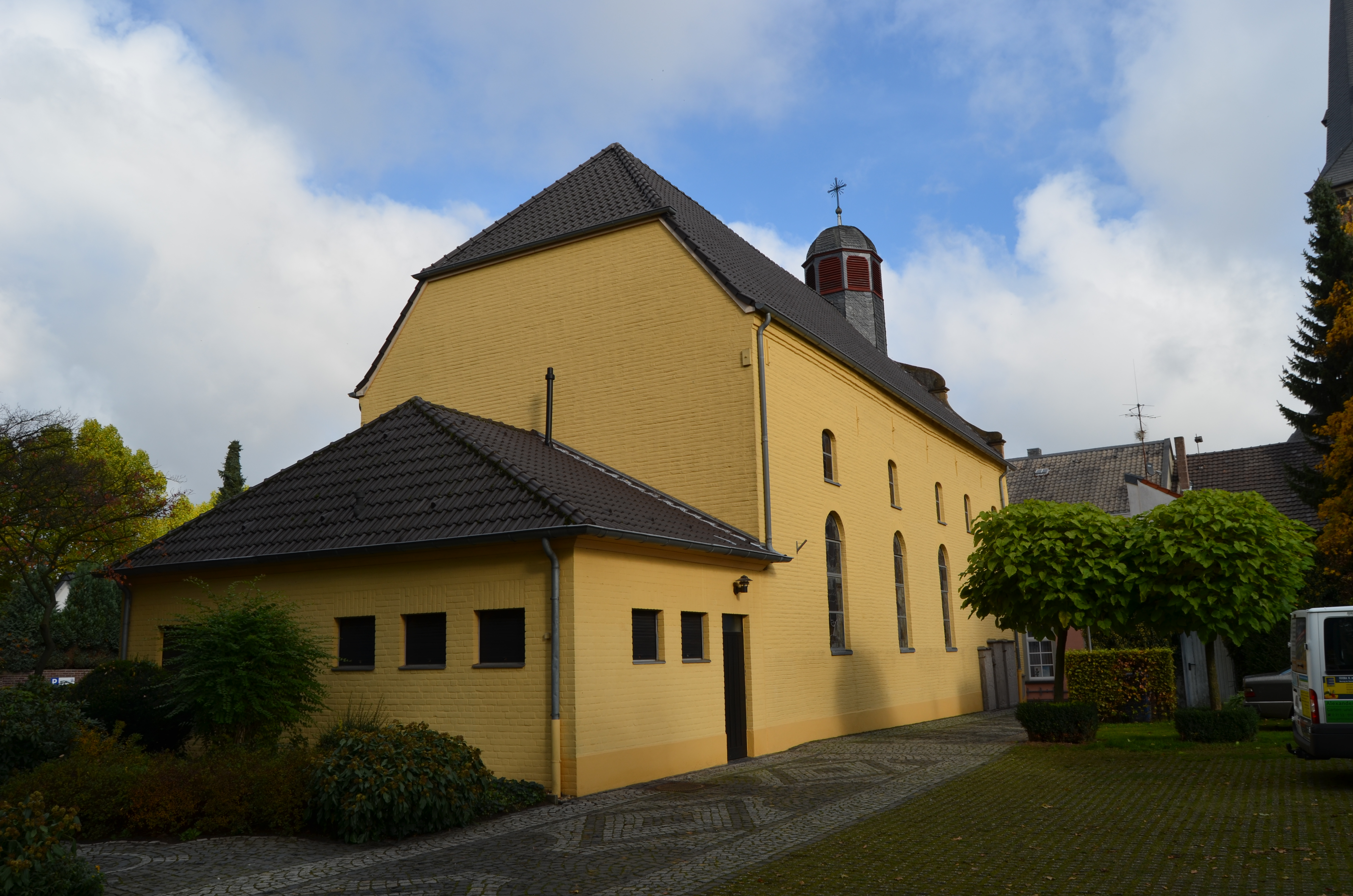
Evangelische Kirche

De Evangelische (Hof-)Kirche is een evangelisch-luthers kerkgebouw in Kaldenkerken in de Duitse deelstaat Noordrijn-Westfalen. Deze kerk is onder meer van belang omdat ze een aantal opschriften, waaronder grafschriften, in de Nederlandse taal toont.

## Geschiedenis
De reformatie in Kaldenkerken kan voor het eerst in 1533 worden aangetoond en in 1560 was er een hervormde (dat wil zeggen een calvinistische) predikant. In de eerste decennia van de 17e eeuw werd in het hertogdom Gulik de protestantse religie sterk onderdrukt en sprak men van de gemeente onder het kruis. Later kwam er een hervormd kerkje, dat bij de grote brand van 1670 verloren is gegaan.
In 1672 werd een nieuwe kerk gebouwd, het huidige gebouw. Deze kerk mocht niet vanaf de weg zichtbaar zijn en geen toren hebben, omdat de reformatorische religie slechts onder voorwaarden werd gedoogd, gelijk de schuurkerken in Nederland. De kerk lag dus in een binnenhof (Hofkirche, hier dus niet in de betekenis van aan het hof verbonden kerk), verscholen achter de pastorie. De protestanten in de Nederlanden ondersteunden deze gemeente en financierden de nieuwbouw goeddeels. Ook de predikanten kwamen uit de republiek en de kerkdiensten werden aanvankelijk in het Nederlands gehouden. In 1683 trokken een aantal gemeenteleden naar Amerika. In 1700 werd een protestantse school opgericht.
Toen Kaldenkerken in 1817 aan Pruisen kwam, werd een verenigde protestantse kerk van hervormden en Lutheranen ingevoerd. De algemene vrijheid van godsdienst die toen werd ingevoerd, maakte het mogelijk om in 1839 een toren(tje) op de kerk te bouwen, waarin twee klokken hingen.
In 1923, 1965-1968 en in 2000 werd de kerk grondig gerenoveerd. In 1967 werden glasvensters aangebracht die vervaardigd waren door Joachim Klos.

## Gebouw
Het betreft een eenvoudige, rechthoekige, geelgepleisterde zaalkerk met vlak plafond, voorzien van een in- en uitgezwenkte topgevel, gekroond door een klokkentorentje. Boven de sluitsteen van de toegangsdeur bevindt zich een gevelsteen met opschrift:
solis dei triunis gloriæ ecclesiæ in his locis reformatæ conventibus dedicata A° MDCLXXII.
De preekstoel komt uit 1715 en werd in een lichte barokstijl uitgevoerd.
Tijdens de werkzaamheden in 1923 werden er een aantal grafstenen ontdekt uit 1674, 1684, 1685, 1726, 1782 en 1784. Deze werden buiten tegen de muren aangebracht. Ze bevatten Nederlandstalige teksten.

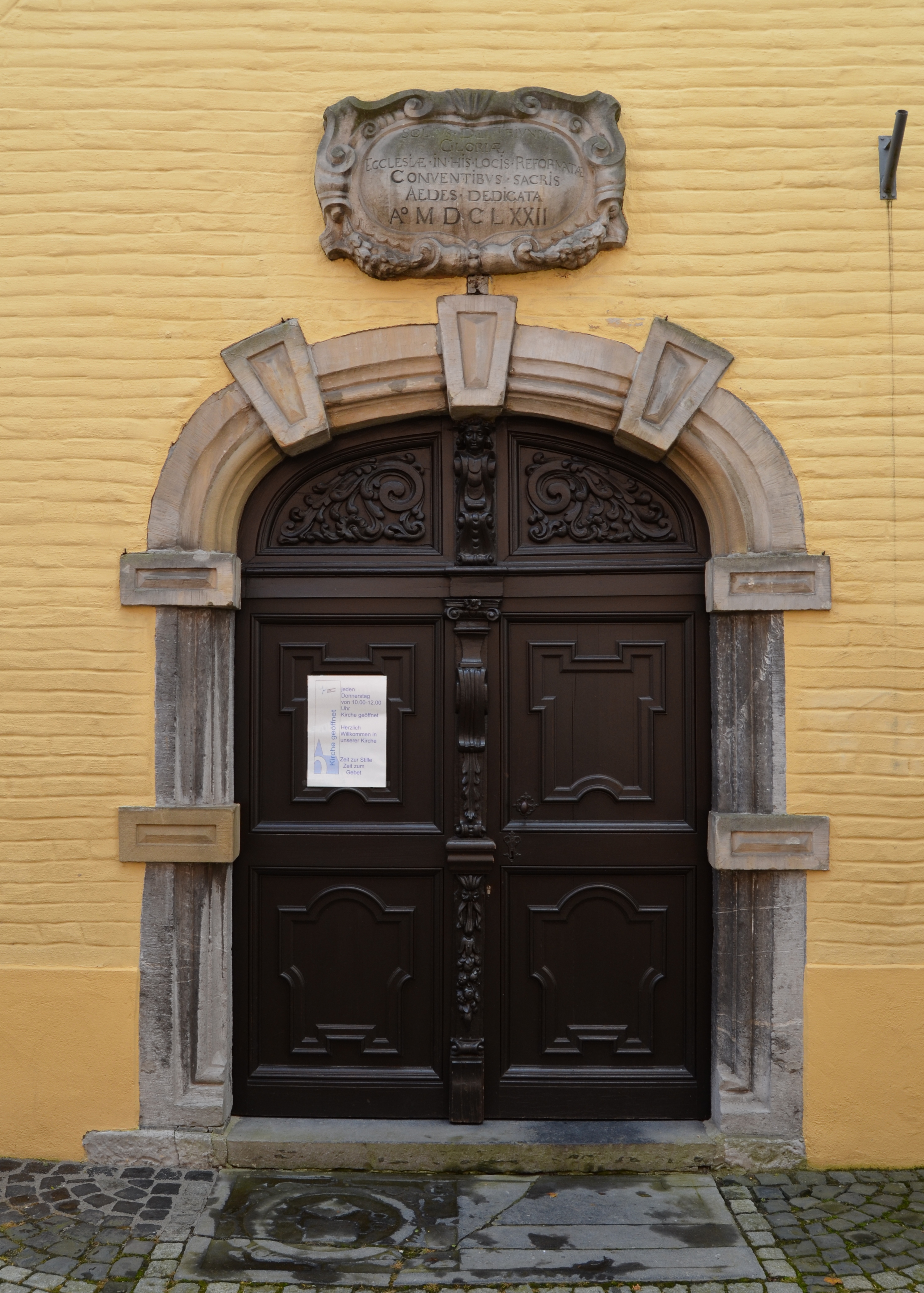
portaal
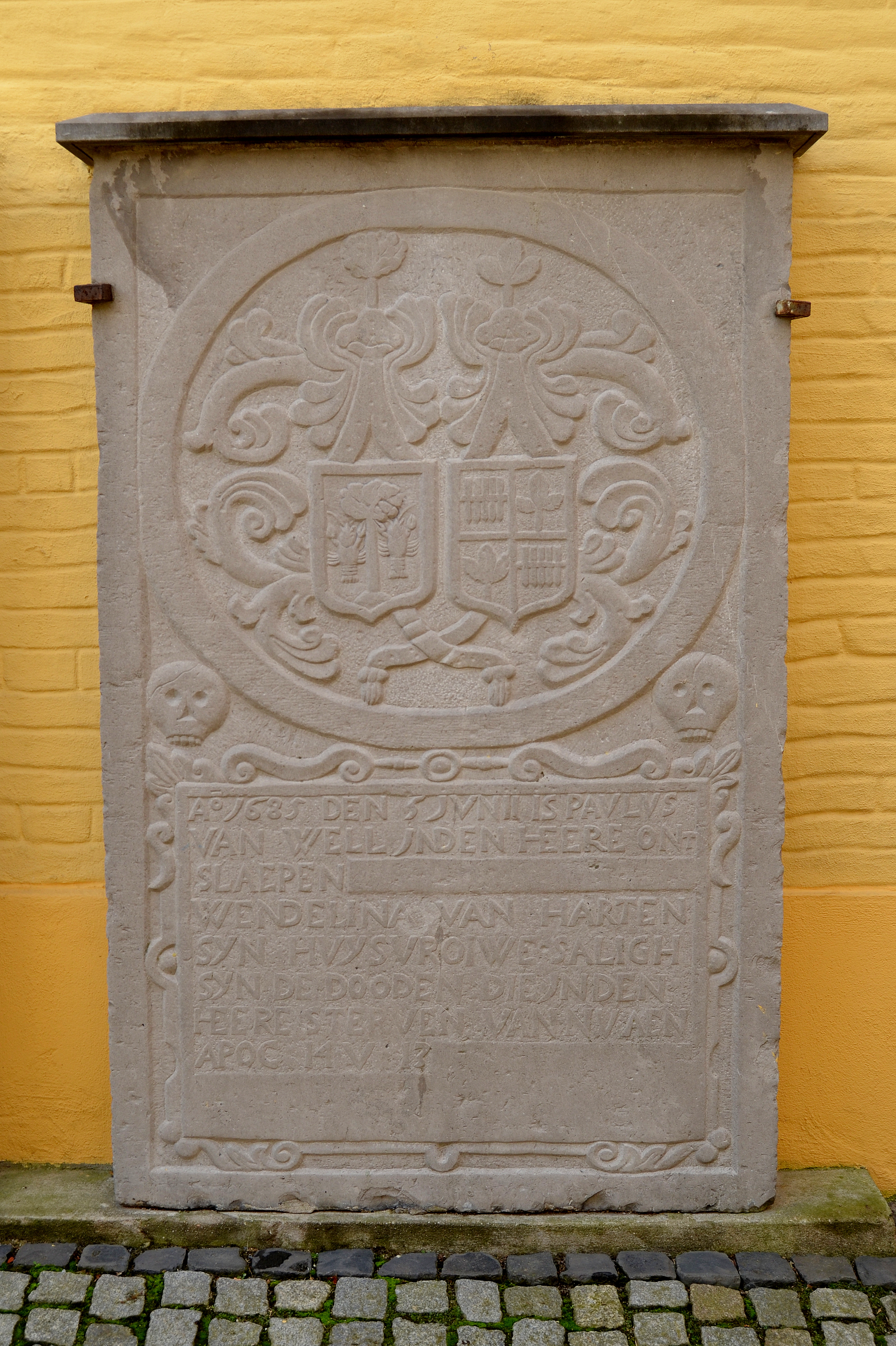
grafsteen
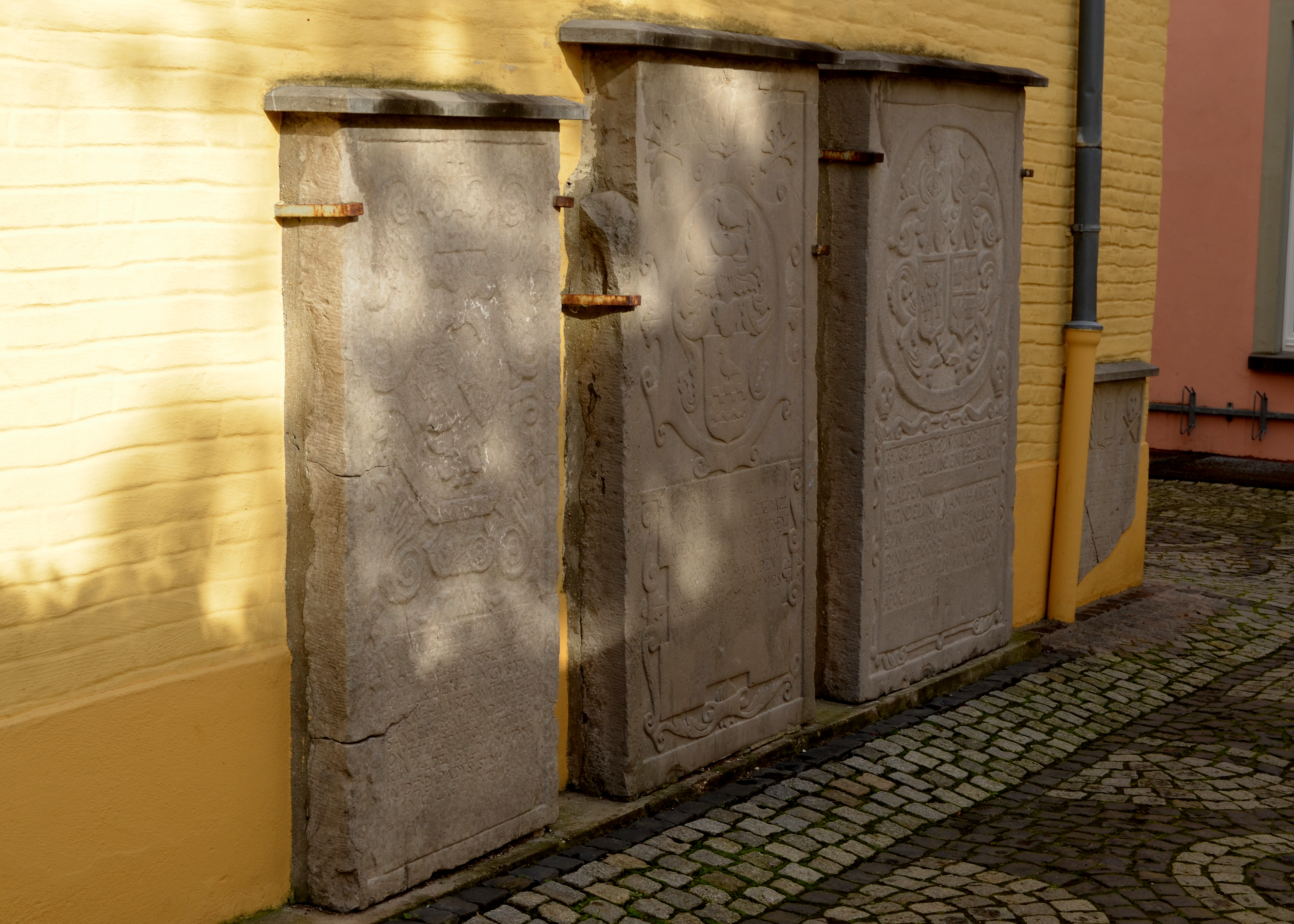
grafstenen
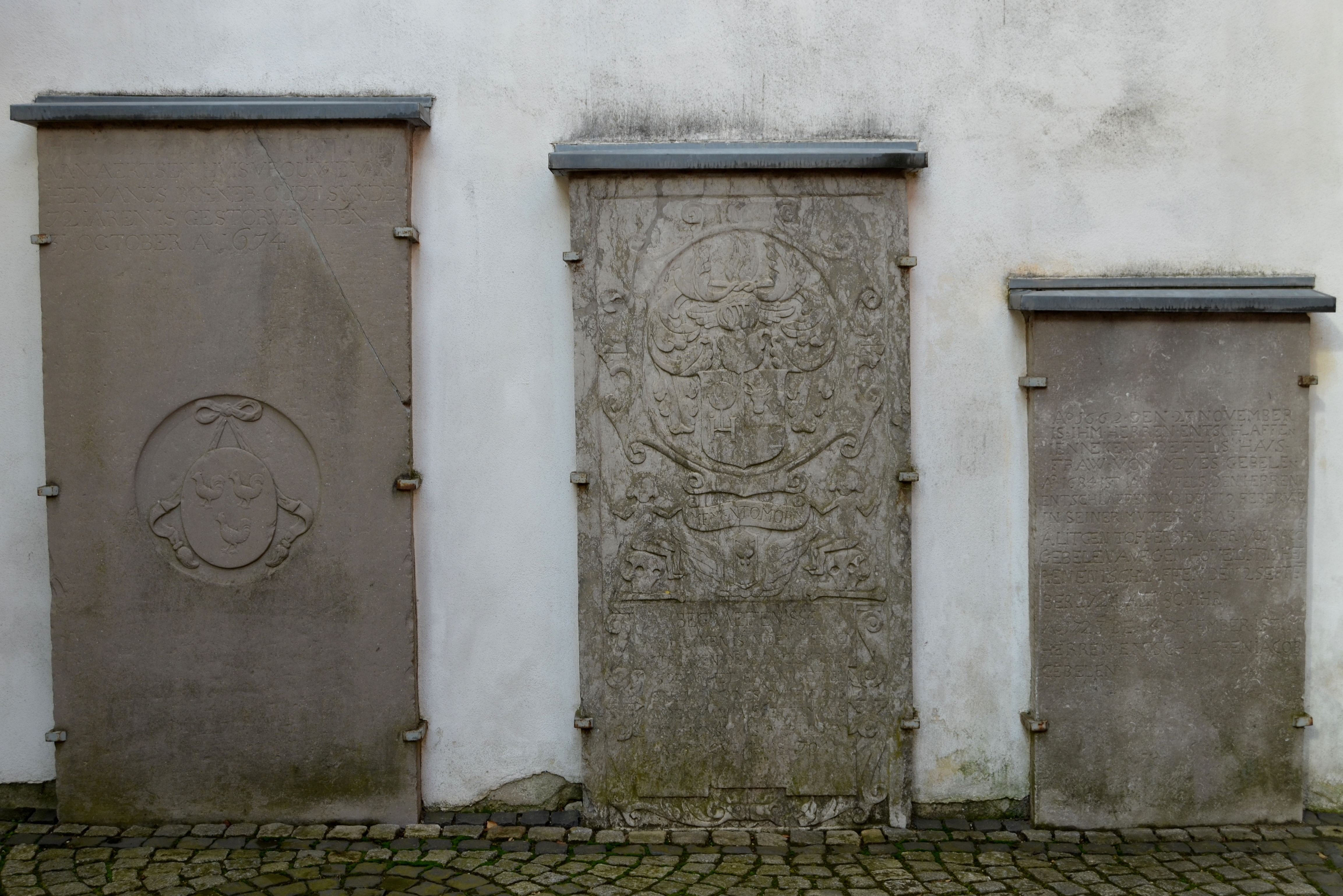
grafstenen